# 维纳尔
维纳尔，是匈牙利维斯普雷姆州所辖的一个村，总面积4.60平方公里，总人口244，人口密度53.0人/平方公里（2010年1月1日）。